# Howard Marks

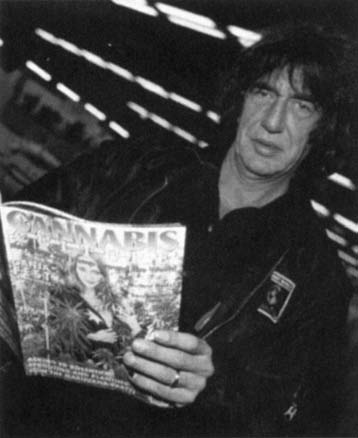
Howard Marks (2000)

Dennis Howard Marks (* 13. August 1945 in Kenfig Hill, Wales; † 10. April 2016) war ein britischer Drogenschmuggler, der in den 1970er und 1980er Jahren aktiv war.

## Leben
Marks studierte Philosophie und Physik am Balliol College in Oxford und schloss mit einem Abschluss 2. Grades in Physik ab, begann dann eine Karriere als Drogenhändler von ausschließlich Cannabis-Produkten. Er hatte in Oxford eine Boutique mit dem Namen Annabelinda gegründet, die ihm dazu diente, das mit Haschisch und Marihuana verdiente Geld zu waschen.
Nach Schätzungen der US-amerikanischen Drug Enforcement Administration (DEA) war er in den 1970er- und 1980er-Jahren für mindestens zehn Prozent des gesamten Welthandels von Haschisch und Marihuana verantwortlich. Nach eigenem Bekunden wendete Marks bei seinen Geschäften niemals Gewalt an und handelte nie mit „harten Drogen“.
Anfangs brachte Marks Cannabis aus Pakistan über Irland auf die britischen Inseln. Hierzu bediente er sich der Kontakte von James Joseph McCann, einem vermeintlichen Mitglied und Waffenlieferanten der IRA. 1973 wurde er in den Niederlanden wegen internationalen Drogenhandels angeklagt, aber sein Freund Hamilton McMillan, den er aus seiner Studienzeit in Oxford kannte und der für den britischen Geheimdienst MI6 arbeitete, half ihm im Tausch für den Zugang zu seinen Unterweltkontakten. McMillan erklärte den niederländischen Behörden, Marks habe für den Geheimdienst gearbeitet und in dessen Auftrag die IRA ausspionieren sollen. Marks wurde daraufhin an Großbritannien ausgeliefert. Marks verfügte nach eigenen Angaben über 43 Falschnamen, darunter auch Mr. Nice, unter denen er seine illegalen Geschäfte führte, nachdem er nach seiner Abschiebung aus den Niederlanden gegen Kaution aus dem Gefängnis entlassen worden war. 1980 wurde er in Großbritannien verhaftet und 1981 angeklagt, Marihuana nach Großbritannien importiert zu haben, dann aber aufgrund seiner Behauptung, für den MI6 gegen die IRA gearbeitet zu haben, durch eine Jury freigesprochen. Für die vorher begangenen Straftaten der Einfuhr von Drogen in die Vereinigten Staaten und die Verwendung gefälschter Ausweise wurde er jedoch zu drei Jahren Haft verurteilt. Diese drei Jahre hatte er, da er schon Anfang 1980 verhaftet worden war, bereits in Haft gesessen – er wurde daher am 6. Mai 1982 aus dem Gefängnis entlassen.
Marks siedelte schließlich nach Palma über. Im Zuge einer breit angelegten, vom DEA-Agenten Craig Lovato koordinierten Fahndungsaktion wurde Marks 1988 von ebendiesem in Spanien festgenommen, an die Vereinigten Staaten ausgeliefert und dort zu 25 Jahren Haft verurteilt. Er verbrachte sieben Jahre im Terre-Haute-Bundesgefängnis. 1995 wurde er vorzeitig nach England abgeschoben.
1996 veröffentlichte Marks seine Autobiographie Mr. Nice, die sich mehr als 1 Million Mal verkaufte und in viele Sprachen übersetzt wurde. Darüber hinaus wurde ein Dokumentarfilm auf Deutsch veröffentlicht. 2006 erschienen mit Señor Nice und Dope Stories weitere Bücher von ihm. Der deutschen DVD-Edition von Grasgeflüster ist der Dokumentarfilm unter dem Namen Mr. Nice Guy beigelegt worden. 2011 veröffentlichte er die Kriminalgeschichte Sympathy for the Devil und 2013 die Kriminalgeschichte The Score.
Die Verfilmung von Marks’ Autobiographie wurde 2010 unter dem gleichen Namen Mr. Nice uraufgeführt. Seine Rolle übernahm dabei der walisische Schauspieler Rhys Ifans, die Frau an Marks’ Seite wird von Chloë Sevigny verkörpert.
Marks war ein Legalisierungsbefürworter von Cannabis, lebte in Leeds, West Yorkshire, England und bereiste mit seiner Ein-Mann-Show die ganze Welt.
In den Niederlanden gibt es eine Cannabis-Samenbank mit seinem Namen, an der er Teilhaber war. Eine Hanfsorte der Firma Sensi Seeds trägt den Namen G13 x Hashplant alias Mr. Nice.
Marks war zweimal verheiratet und hatte zwei Töchter und einen Sohn aus seiner zweiten Ehe und eine Tochter aus einer weiteren Beziehung.
Am 25. Januar 2015 wurde bekannt, dass er an inoperablem Darmkrebs erkrankt war. Diesem erlag Howard Marks am 10. April 2016.

## Werke

### Filmografie
- Howard Marks – Der Film, Edition Steffan, ISBN 978-3-923838-37-0
- Howard Marks – Dope Stories, Live in Cologne, ISBN 978-3-923838-56-1
- Grasgeflüster
- Human Traffic
- Dirty Sanchez: Der Film[5]
- God Smoked – A Mindtrip with Howard Marks
- God Smoked Musikvideo, 2012, Regie: Michael Bröllochs, Robert Bröllochs[6]
- AmStarDam – Eine hanfastische Reise, 2016, Regie: Lee Lennox, Wayne Lennox

### Musik
- 2012: God Smoked (Peter Heppner feat. Howard Marks)